# 317 км (зупинний пункт)
317 км — пасажирський зупинний пункт Знам'янської дирекції Одеської залізниці на лінії Помічна — Чорноліська між станцією Трепівка та зупинним пунктом Кучерівка.
Розташований між селами Глибока Балка та Копані Знам'янського району Кіровоградської області.

## Пасажирське сполучення
На зупинному пункті Платформа 317 км зупиняються приміські потяги у напрямку Помічної та Знам'янки.